# Grijs kronkelsteeltje
Grijs kronkelsteeltje (Campylopus introflexus) is een mossoort uit de kussentjesmosfamilie (Leucobryaceae). Het komt voor op stuifzanden en kustduinen. Het liefst in open terrein want het kan niet goed tegen schaduw.

## Kenmerken
Grijs kronkelsteeltje is een meerjarig topkapselmos dat een dichte zoden vormt. De stengels hebben een lengte van 2 tot 6,5 cm. De bladen zijn 3-6 mm lang en hebben aan de bovenkant meestal een opvallende glashaar die 0,5 tot 2 mm lang is en rechtop staat of juist afstaand is en geknikt. Door deze glashaar krijgt het mos een grijze waas.

## Voorkomen
Oorspronkelijk komt het voor in de gematigde zone van het zuidelijk halfrond. Sinds de jaren zestig komt het ook voor in Nederland en België. Onderzoek heeft aangetoond dat een invasie van deze soort kan leiden tot achteruitgang van soortenrijke korstmossenvegetaties. Wegens deze negatieve eigenschap wordt deze soort ook mospest of tankmos genoemd.

## Fotogalerij

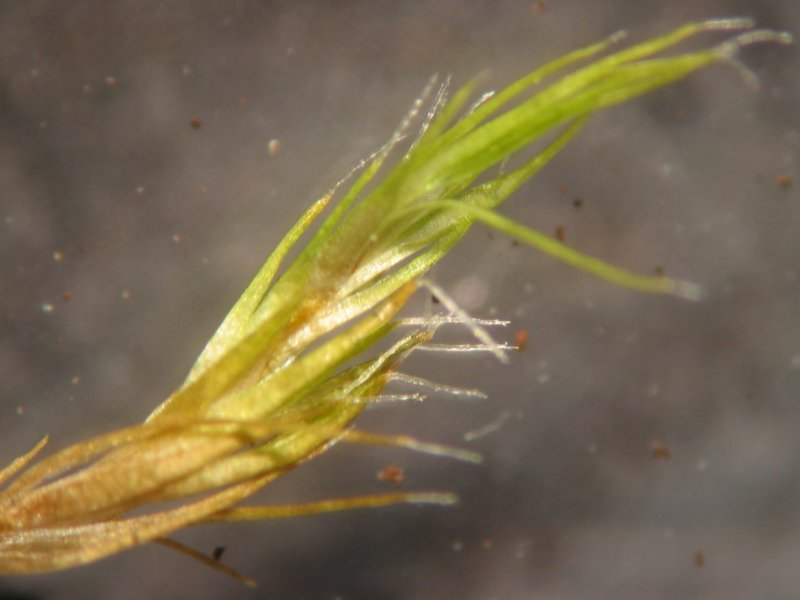
Plant
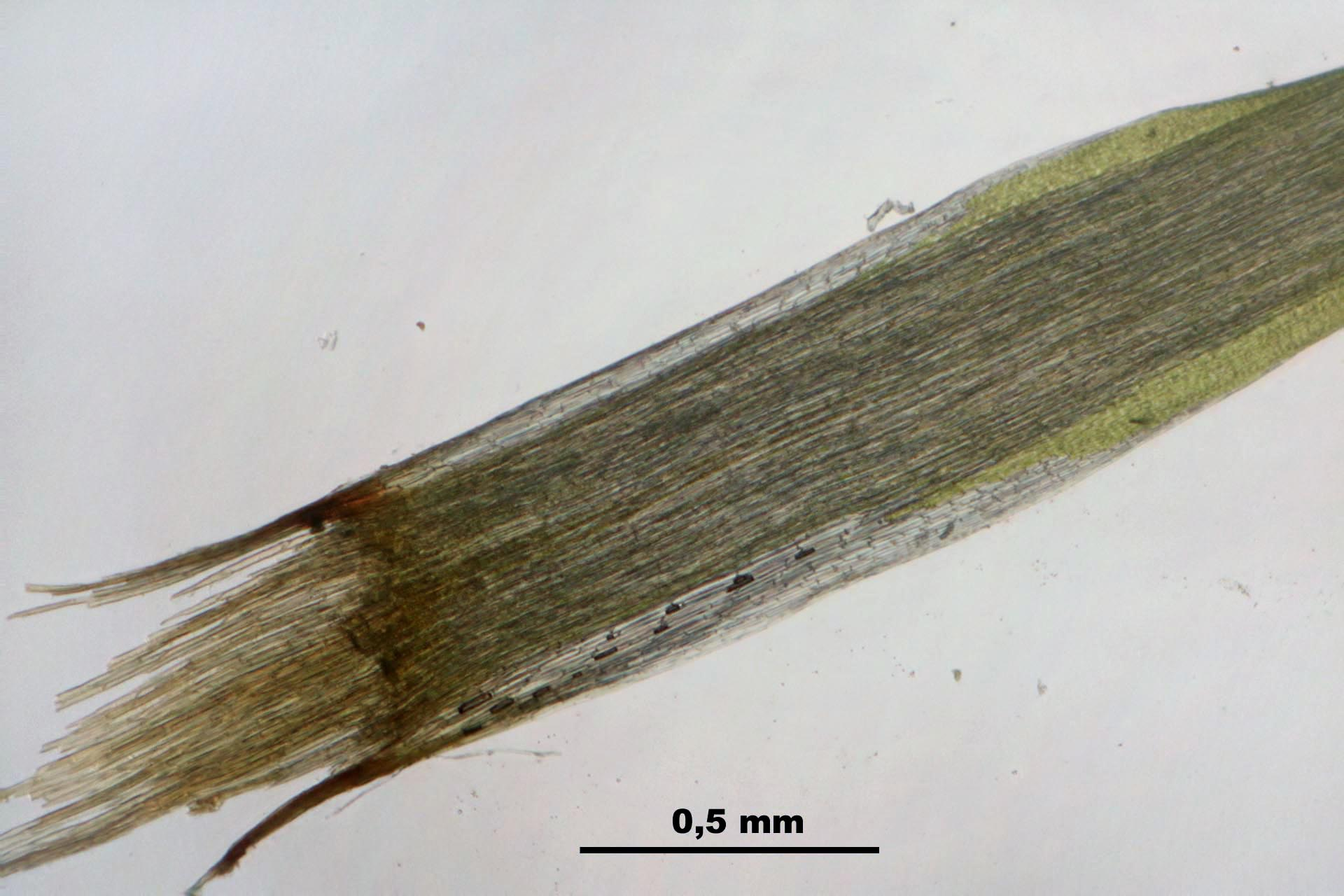
Bladbasis
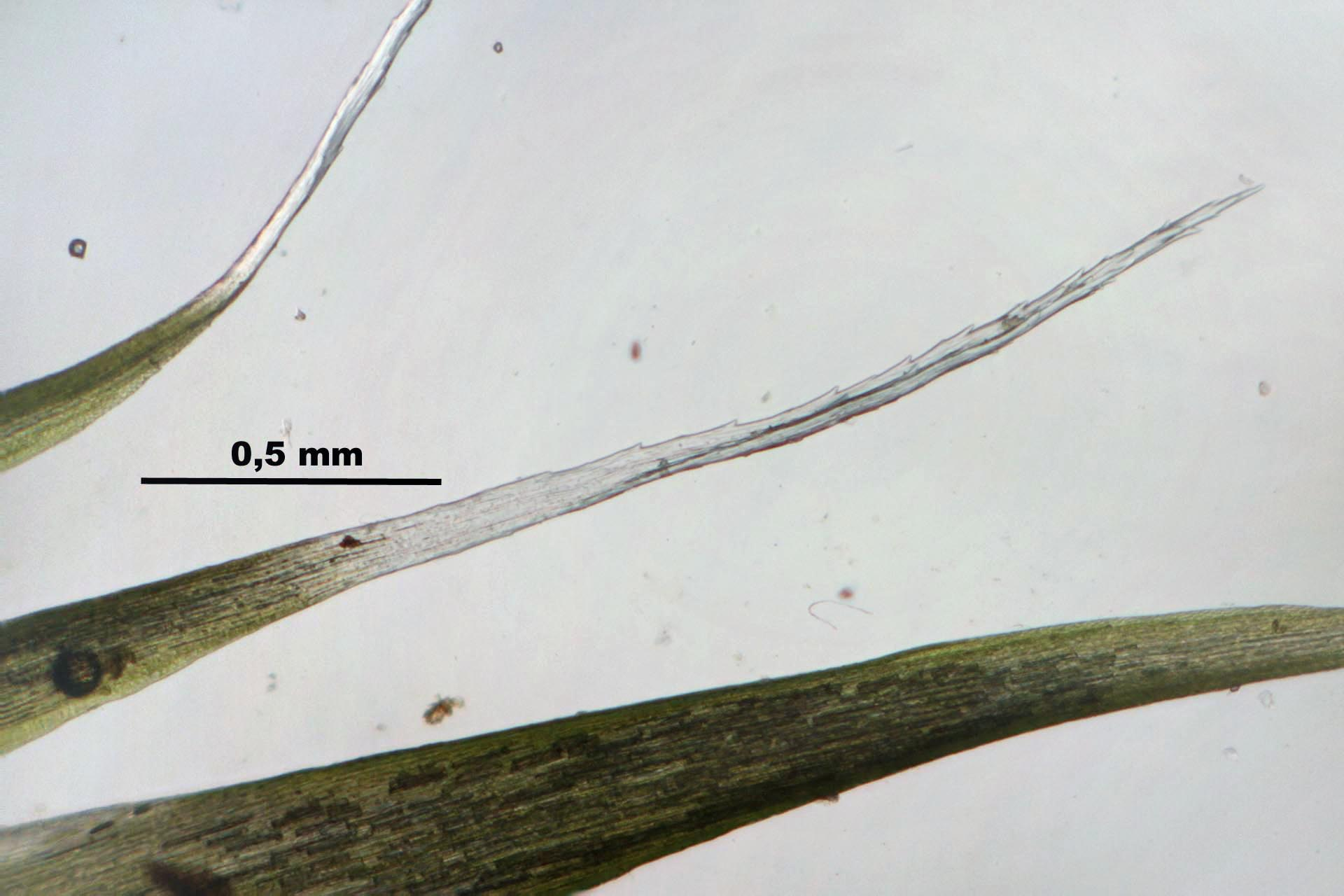
Bladtop
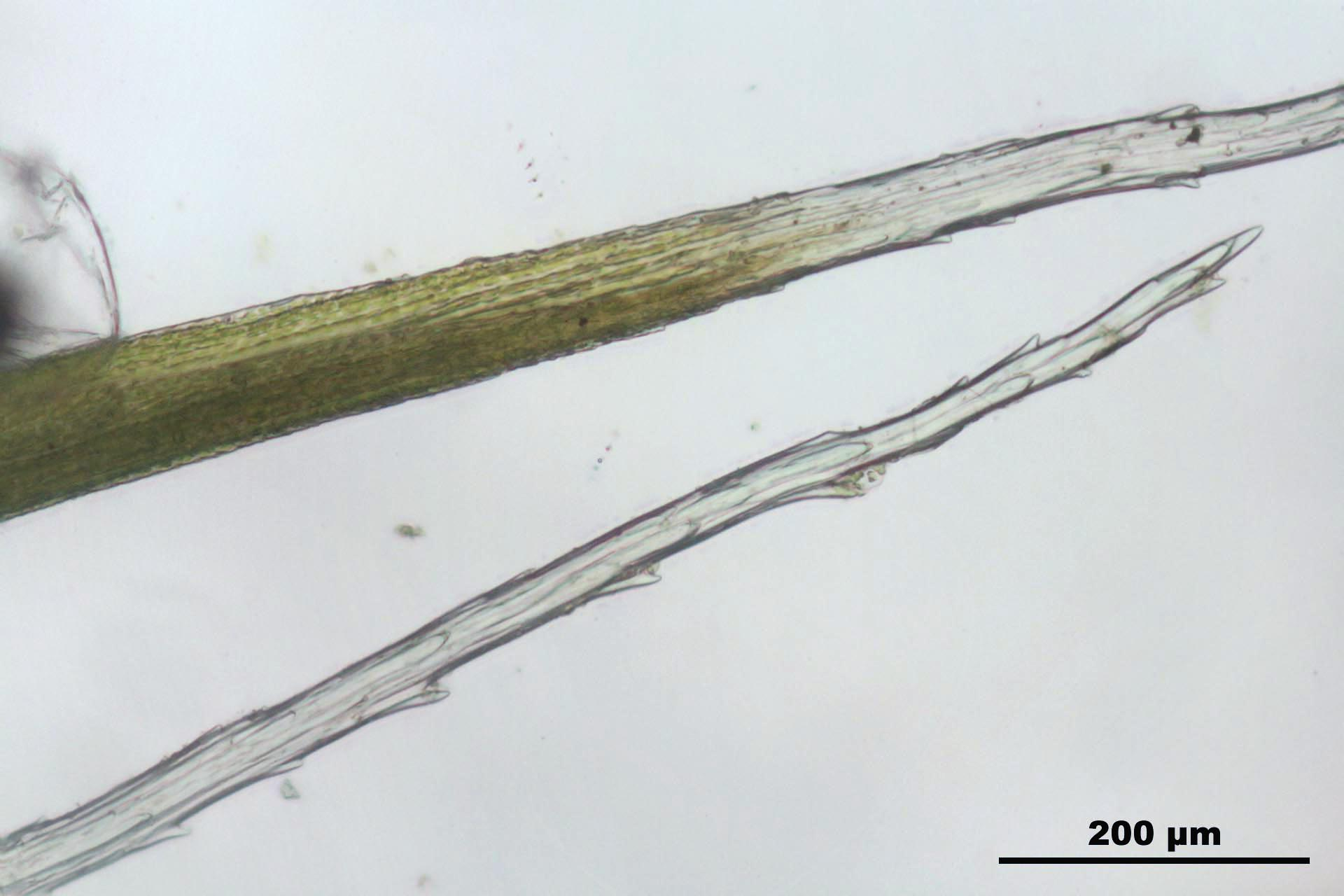
Bladspits
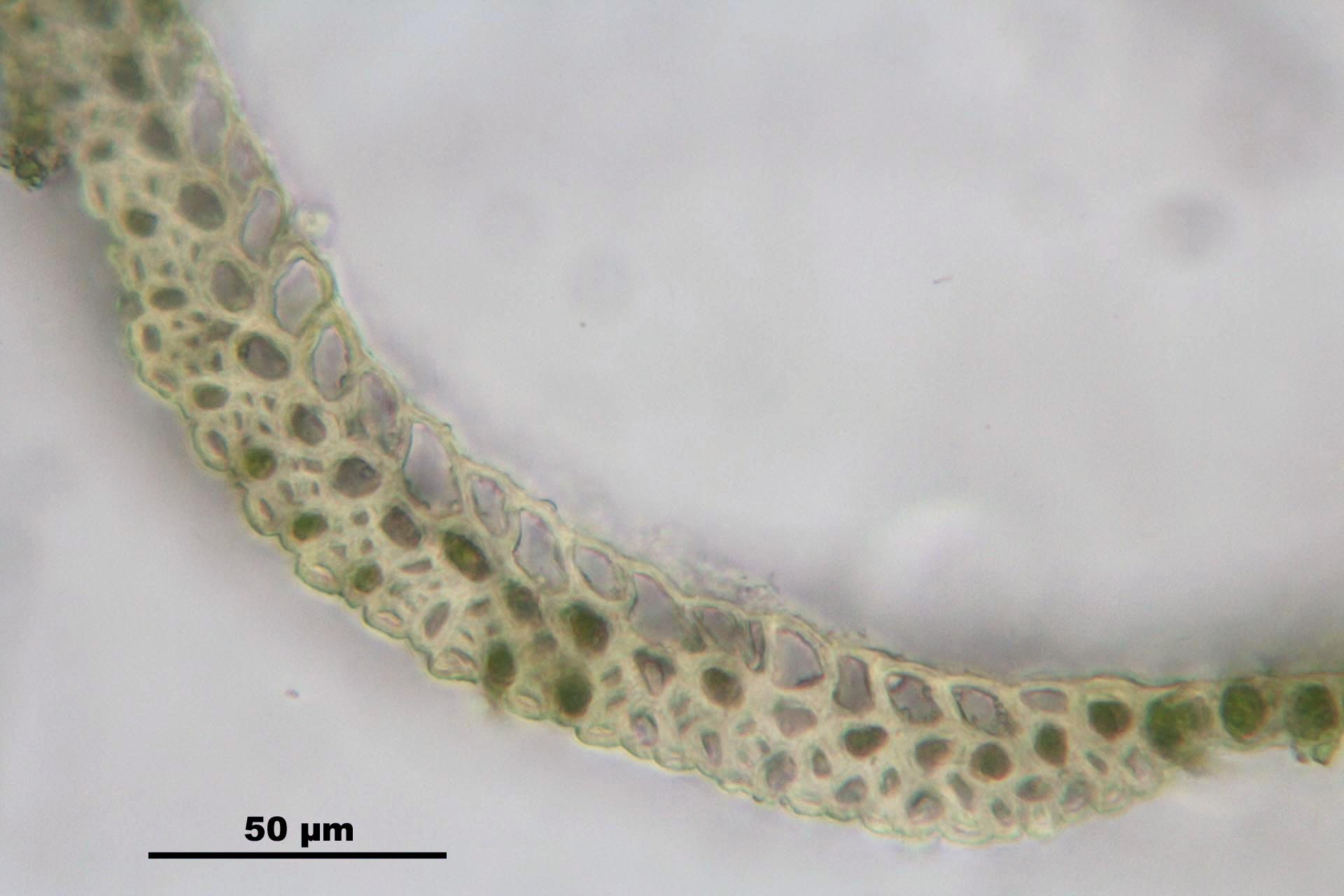
Bladdoorsnede
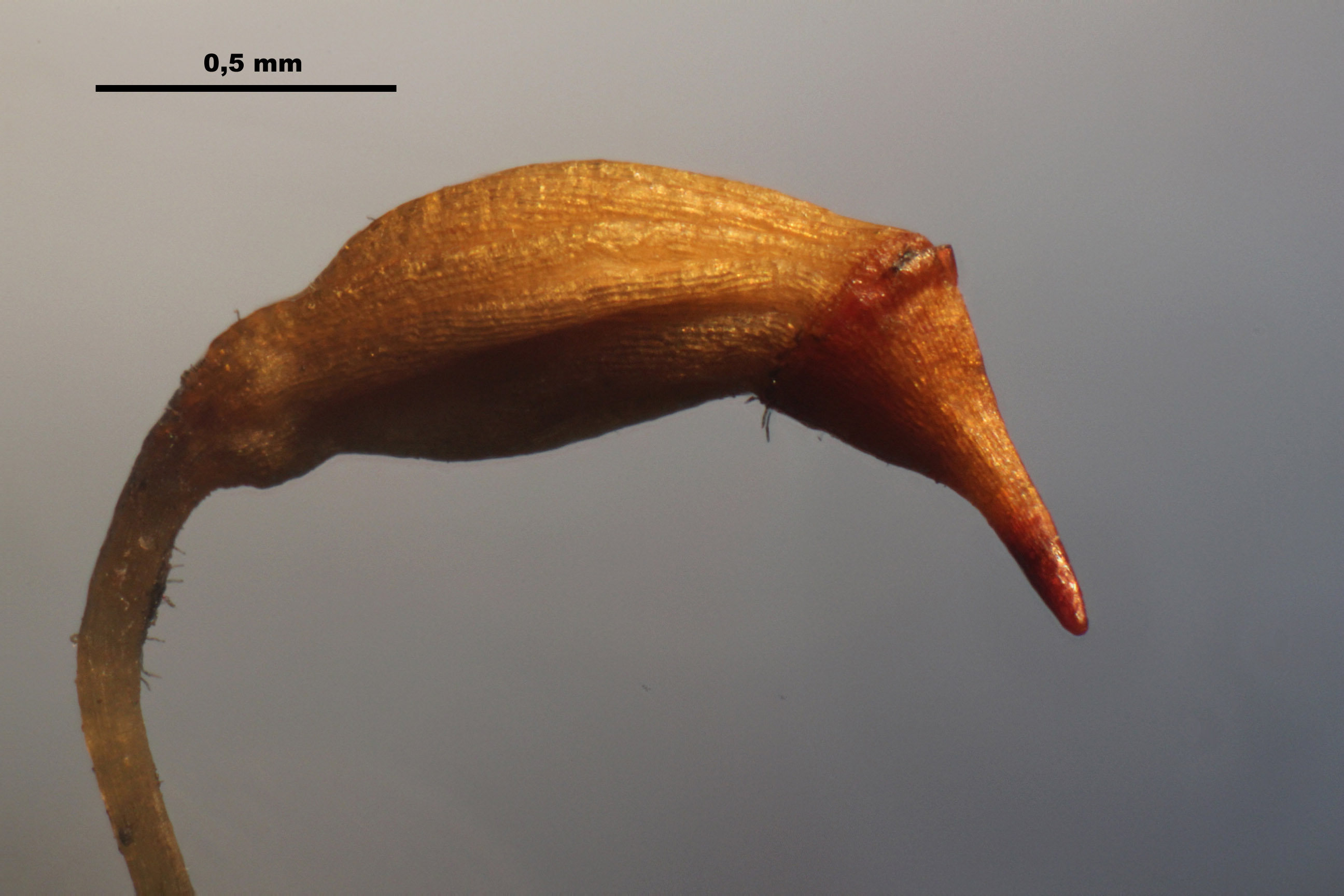
Sporenkapsel
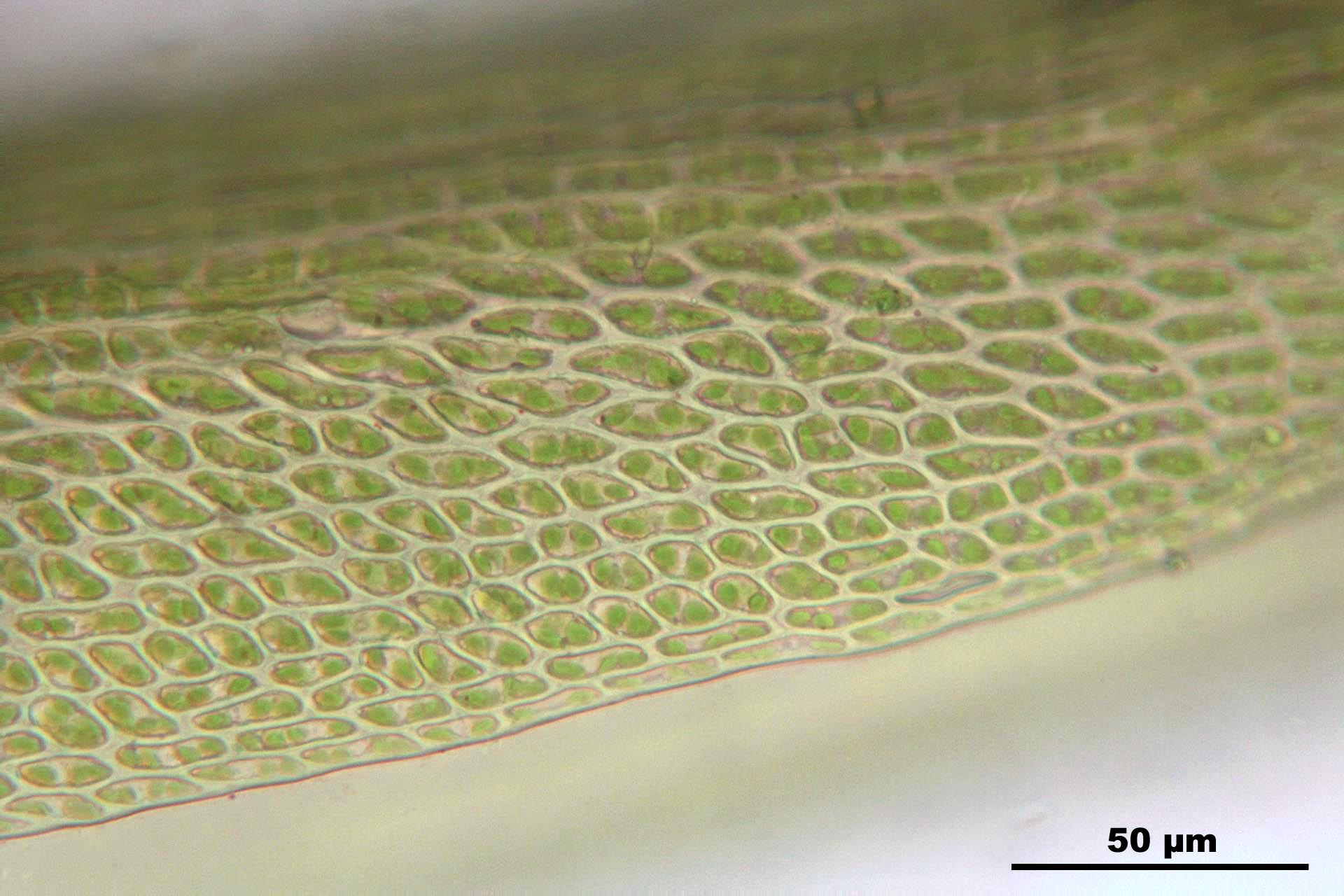
Cellen (bladmidden)
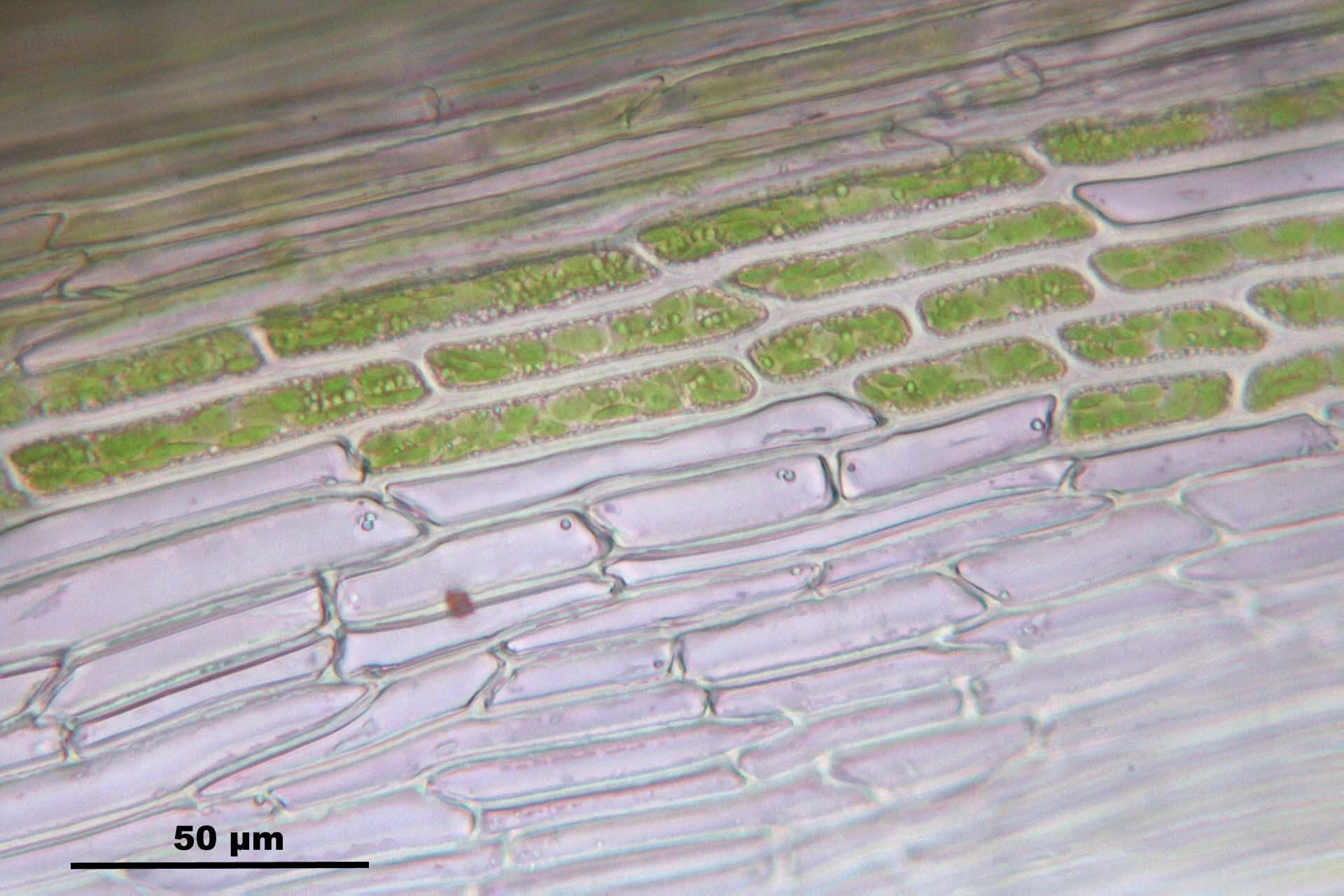
Cellen (bladbasis)